# Miszmar Ajjalon
Miszmar Ajjalon (hebr.: משמר איילון) – moszaw położony w samorządzie regionu Gezer, w Dystrykcie Centralnym, w Izraelu.
Leży w dolinie Ajjalon w Szefeli, w otoczeniu moszawów Kefar Szemu’el, Kefar Bin Nun i kibucu Gezer.

## Historia
Wykopaliska archeologiczne odkryły przy moszawie pozostałości starożytnej drogi (szerokość 3,9-5,6 m) biegnącej wzdłuż osi wschód-zachód. Wzdłuż drogi odnaleziono liczne pozostałości ceramiki z okresu rzymskiego.
Pierwotnie istniała tutaj arabska wioska al-Qubab, której mieszkańcy uciekli podczas wojny o niepodległość w 1948. Izraelscy żołnierze zajęli wioskę 15 maja, a we wrześniu zniszczono większość tutejszych domów.
Współczesny moszaw został założony w 1949 przez żydowskich imigrantów z Czechosłowacji. 10 czerwca 1953 palestyńscy terroryści z Jordanii zaatakowali moszaw Mishmar Ayalon i zniszczyli jeden dom mieszkalny.

## Gospodarka
Gospodarka moszawu opiera się na intensywnym rolnictwie. Firma Rolling Cases produkuje różnorodne opakowania (drewniane, plastikowe, metalowe) dla potrzeb indywidualnych i przemysłowych odbiorców. Natomiast firma Be'kav Echad Deliveries Ltd. świadczy usługi kurierskie na terytorium całego Izraela.

## Sport
W moszawie znajduje się centrum sztuki walki taekwondo Sang-Rok Taekwondo.

## Komunikacja
Na wschód od moszawu przebiega autostrada nr 1  (Tel Awiw–Jerozolima), brak jednak bezpośredniego wjazdu na nią. Przez moszaw przebiega droga nr 424 , którą jadąc w kierunku północno-zachodnim dojeżdża się do moszawu Kefar Szemu’el i Gezer, natomiast w kierunku południowo-wschodnim dojeżdża się do moszawu Kefar Bin Nun.